# Nyainqêntanglha (Gebirge)
| Tibetische Bezeichnung                                                    |
| ------------------------------------------------------------------------- |
| Tibetische Schrift: གཉན་ཆེན་ཐང་ལྷ་                                          |
| Wylie-Transliteration: gnyan chen thang lha                               |
| Offizielle Transkription der VRCh: Nyainqêntanglha                        |
| THDL-Transkription: Nyenchenthanglha                                      |
| Andere Schreibweisen: Nyentschentangla, Nyenchen Thangla, Nyenchen Tangla |
| Chinesische Bezeichnung                                                   |
| Traditionell: 念青唐古拉山                                                |
| Vereinfacht: 念青唐古拉山                                                 |
| Pinyin:Niànqīngtánggǔlā Shān                                              |

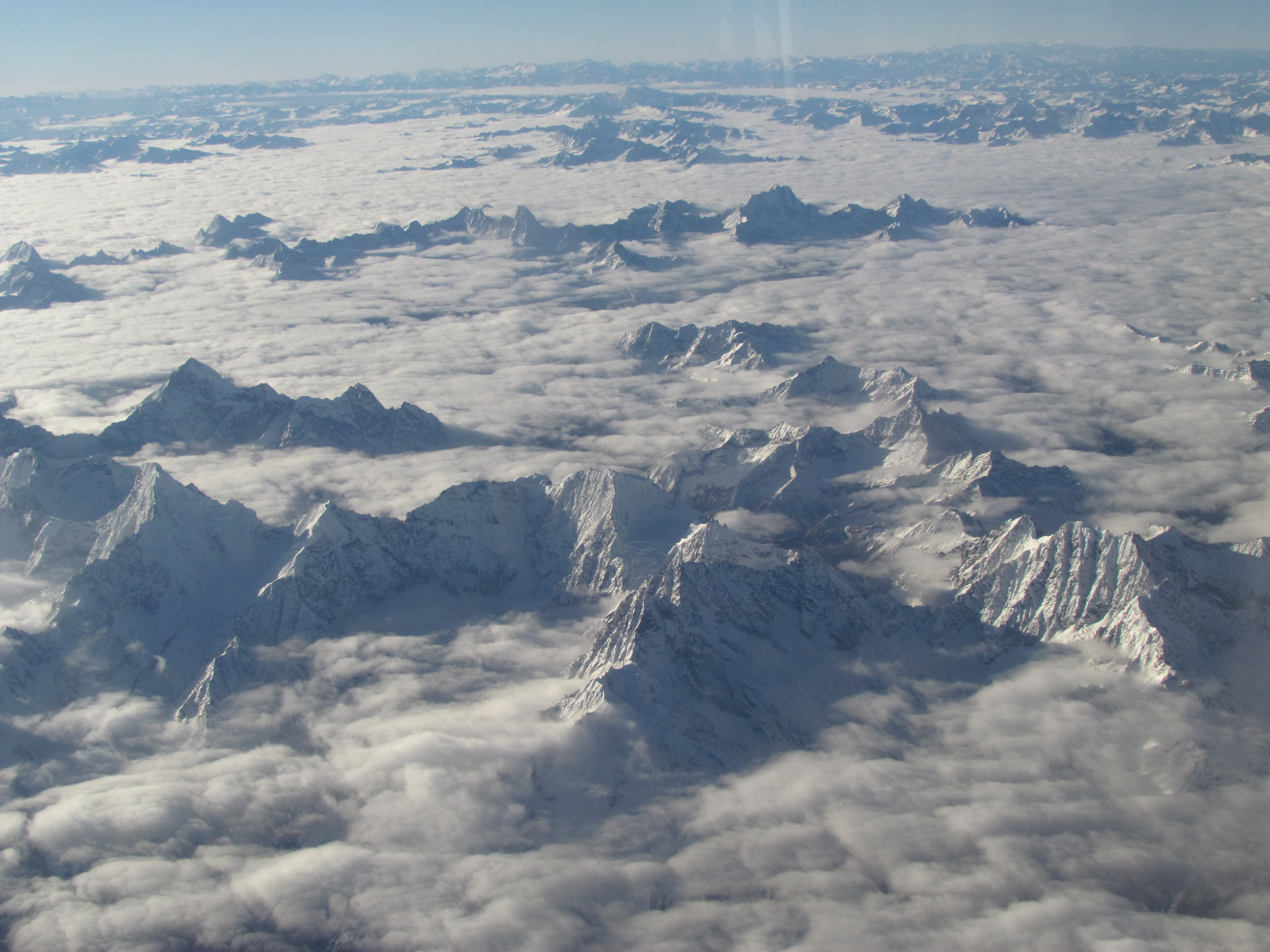
Nyainqêntanglha

Der Nyainqêntanglha (auch Nyenchen Tanglha auch Nyenchen Thanglha oder Nyenchen Tangla) ist ein rund 750 km langes Gebirge im Autonomen Gebiet Tibet der Volksrepublik China.
Er bildet zusammen mit dem westlich anschließenden Gangdisê-Gebirge den Transhimalaya. Das Gebirge stellt die Wasserscheide zwischen dem Yarlung Zangbo (Brahmaputra-Oberlauf) und dem Nu Jiang (Saluen) dar. Nördlich des Gebirges erstrecken sich die alpinen Steppen des Changthang, dort befindet sich auch der größte tibetische See, der Nam Co.
Das Gebirge gliedert sich in einen West- und einen Ostteil, deren Grenze am 5432 m hohen Pass Tro La oberhalb des Sees Arza Co (Tib. Ar rtsa mtsho, ཨར་རྩ་མཚོ ་, Chin. Āzhā Cuò 阿扎错), auch Artsa Tso, oder Atsa Tso, markiert wird. Von den im Westteil gelegenen vier Siebentausendern ist der mit 7162 m höchste Gipfel der Nyainqêntanglha, der sich im Kreis Damxung, nördlich der tibetischen Hauptstadt Lhasa und südlich des Nam Co befindet. Der nächste Ort ist Yangbajain.
Der stark vergletscherte Ostteil ist geprägt von über 240, bisher großenteils unbestiegenen Sechstausendern. Der höchste Gipfel ist der 6956 m hohe Sepu Kangri (Chin. Sèpǔ Gāngrì 色普冈日). Der längste Gletscher ist der 35 km lange Kyagqen-Gletscher (Gletscherstirn 94° 50' O, 30° 23' N). Laut der 1988 auf Chinesisch veröffentlichten Einführung in die Gletscher Chinas des Lanzhou Glaciers Research Institute befinden sich im Nyainqêntanglha-Gebirgszug insgesamt 2905 Gletscher mit einer Gesamtfläche von 5898 km².